# 溫菲爾德 (堪薩斯州)
溫菲爾德（Winfield）為美國堪薩斯州考利縣的一座城市，也是考利縣的縣治。根據2010年美國人口普查，此城市人口有12,301人，為考利郡人口次多的城市。

## 歷史

### 19世紀
此城市成立於1870年。城市名以牧師溫菲爾德·斯科特命名，因溫菲爾德·斯科特建造此城市的教堂而換得城市命名權。
此城市第一所郵政局於1870年5月開設。
1877年，弗洛倫斯，埃爾多拉多和沃爾納特瓦利鐵路公司興建一條從弗洛倫斯至埃爾多拉多的鐵路支線；1881年，鐵路延伸至道格拉斯，最後則到阿肯色城。艾奇遜，托皮卡和聖塔菲鐵路租借經營此鐵路線。從弗洛倫斯至埃爾多拉多的鐵路線已於1942年廢線。原初鐵路支線為連接弗洛倫斯、伯恩斯、迪格拉夫、埃爾多拉多、奧古斯塔、道格拉斯、羅克、阿克倫、溫菲爾德及阿肯色城等地區。

### 20世紀
溫菲爾德為西南大學所在地，為一所四年制私立循道衛理大學，而另一所大學聖約翰斯大學已於1986年停辦。
1903年8月13日，30歲的吉爾伯特·特威格（Gilbert Twigg）持12號雙管霰彈槍於一场演奏會現場開火，過程中造成6人死亡、至少25人受傷，而吉爾伯特犯案後即舉槍自盡，另外有三人送醫後宣告不治。此事件在20世紀末至21世紀初由於四周廣泛的宣傳此宗致命事件，因此將此事件稱之為「美國現代第一宗大規模槍擊事件」（America's first modern mass shooting），但時至今日此事幾乎被人遺忘。
此城市所舉辦的核桃谷節為大眾皆知的節慶，每年9月第三個周末舉辦，為一場大型藍草與和聲音樂節。
克雷奧拉製造工廠在1952年至1997年期間於溫菲爾德設廠。

### 21世紀
2010年，美國政府擴建位於溫菲爾德東方、貫穿考利縣南北部的基石輸油管，由於稅收豁免以及環境問題等而備受爭議（假如漏油已經發生）。

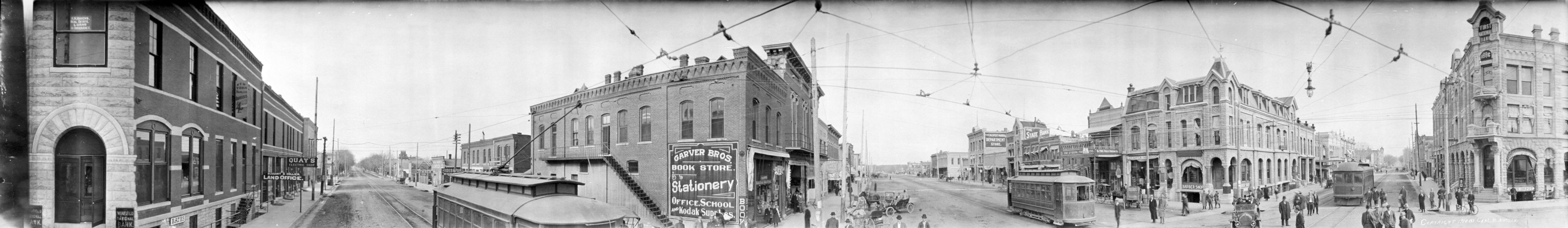
溫菲爾德全景（攝於1910年）

## 地理
溫菲爾德為沿著沃爾納特河及廷伯溪（Timber Creek）所設立的城市。城市位於堪薩斯州－奧克拉荷馬州州界北方17英里（27）處，即77号美国国道與160号美国国道交叉路口。15號堪薩斯州州道與77号美国国道共線前往城市北處，東處則與160号美国国道共線。360號堪薩斯州州道位於77号美国国道與160号美国国道之間，為環繞此城市東南部的外環道路。沿著77号美国国道往南行經13英里（21）可到達阿肯色城，位於此城市南方約5英里的斯特羅瑟飛行場為一座通用航空機場。
根據美国人口调查局的資料，此城市總面積為33.49平方（12.93平方英里），其中29.94平方（11.56平方英里）為陸地，3.55平方（1.37平方英里）為水域。

### 氣候
在一整年過程中，1月的平均低溫低於20 °F（−7 °C），而7月的平均高溫則接近93 °F（34 °C）。每年平均高溫有69天達到90 °F（32 °C），其中有12天更達到100 °F（38 °C）。每年平均氣溫有102天降到0°C（32°F）以下。秋霜（初霜）通常在10月初至11月第一週之間出現，而春霜（晚霜）通常則在4月中出現。
| 堪薩斯州溫菲爾德                                   | 堪薩斯州溫菲爾德 | 堪薩斯州溫菲爾德 | 堪薩斯州溫菲爾德 | 堪薩斯州溫菲爾德 | 堪薩斯州溫菲爾德 | 堪薩斯州溫菲爾德 | 堪薩斯州溫菲爾德 | 堪薩斯州溫菲爾德 | 堪薩斯州溫菲爾德 | 堪薩斯州溫菲爾德 | 堪薩斯州溫菲爾德 | 堪薩斯州溫菲爾德 | 堪薩斯州溫菲爾德 |
| 月份                                               | 1月              | 2月              | 3月              | 4月              | 5月              | 6月              | 7月              | 8月              | 9月              | 10月             | 11月             | 12月             | 全年             |
| -------------------------------------------------- | ---------------- | ---------------- | ---------------- | ---------------- | ---------------- | ---------------- | ---------------- | ---------------- | ---------------- | ---------------- | ---------------- | ---------------- | ---------------- |
| 历史最高温 °C（°F）                                | 23.9 (75.0)      | 31.1 (88.0)      | 34.4 (94.0)      | 36.7 (98.0)      | 38.9 (102.0)     | 43.3 (110.0)     | 46.1 (115.0)     | 47.8 (118.0)     | 43.3 (110.0)     | 36.7 (98.0)      | 30.6 (87.0)      | 27.2 (81.0)      | 47.8 (118.0)     |
| 平均高温 °C（°F）                                  | 5.5 (41.9)       | 9.5 (49.1)       | 14.8 (58.7)      | 20.2 (68.3)      | 25.2 (77.3)      | 30.3 (86.6)      | 33.8 (92.8)      | 33.2 (91.8)      | 28.4 (83.2)      | 22.2 (71.9)      | 13.6 (56.5)      | 7.3 (45.2)       | 20.3 (68.6)      |
| 平均低温 °C（°F）                                  | −7.1 (19.2)      | −4.4 (24.1)      | 0.6 (33.0)       | 5.8 (42.5)       | 11.9 (53.4)      | 17.2 (62.9)      | 20.1 (68.2)      | 19.1 (66.3)      | 14.4 (57.9)      | 7.7 (45.8)       | 0.6 (33.1)       | −4.8 (23.4)      | 6.8 (44.2)       |
| 历史最低温 °C（°F）                                | −29 (−20)        | −33 (−27)        | −19 (−3)         | −9.4 (15.0)      | −3.3 (26.0)      | 4.4 (40.0)       | 8.9 (48.0)       | 7.2 (45.0)       | −0.6 (31.0)      | −11.1 (12.0)     | −16.7 (2.0)      | −26 (−15)        | −33 (−27)        |
| 平均降水量 mm（）                                  | 27 (1.05)        | 35 (1.37)        | 75 (2.94)        | 74 (2.93)        | 103 (4.05)       | 123 (4.83)       | 78 (3.07)        | 78 (3.08)        | 55 (2.16)        | 69 (2.71)        | 70 (2.77)        | 39 (1.55)        | 964 (37.95)      |
| 平均降雪量 cm（）                                  | 1.3 (0.5)        | 2.8 (1.1)        | 0.0 (0.0)        | 0.0 (0.0)        | 0.0 (0.0)        | 0.0 (0.0)        | 0.0 (0.0)        | 0.0 (0.0)        | 0.0 (0.0)        | 0.0 (0.0)        | 0.0 (0.0)        | 2.5 (1.0)        | 6.6 (2.6)        |
| 平均降水天数（≥ 0.01 in.）                         | 5.8              | 5.8              | 8.1              | 8.3              | 10.4             | 9.1              | 7.2              | 7.6              | 7.8              | 6.7              | 6.8              | 5.9              | 89.5             |
| 平均降雪天数（≥ 0.01 in.）                         | 2.3              | 1.5              | 0.8              | 0.1              | 0.0              | 0.0              | 0.0              | 0.0              | 0.0              | 0.0              | 0.3              | 1.3              | 6.3              |
| 来源：Monthly Station Climate Summaries, 1971–2000 |                  |                  |                  |                  |                  |                  |                  |                  |                  |                  |                  |                  |                  |

## 人口統計
| 调查年                | 人口   | 备注   | %±     |
| --------------------- | ------ | ------ | ------ |
| 1870                  | 472    |        | —      |
| 1880                  | 2,844  |        | 502.5% |
| 1890                  | 5,184  |        | 82.3%  |
| 1900                  | 5,554  |        | 7.1%   |
| 1910                  | 6,700  |        | 20.6%  |
| 1920                  | 7,933  |        | 18.4%  |
| 1930                  | 9,398  |        | 18.5%  |
| 1940                  | 9,506  |        | 1.1%   |
| 1950                  | 10,264 |        | 8.0%   |
| 1960                  | 11,117 |        | 8.3%   |
| 1970                  | 11,405 |        | 2.6%   |
| 1980                  | 10,736 |        | −5.9%  |
| 1990                  | 11,931 |        | 11.1%  |
| 2000                  | 12,206 |        | 2.3%   |
| 2010                  | 12,301 |        | 0.8%   |
| 2014年估计            | 12,258 | [ 22 ] | −0.3%  |
| U.S. Decennial Census |        |        |        |

### 2010年普查
據2010年人口普查，此城市人口有12,301人，戶數4,600戶，2,848個家庭。人口密度為410.9人/每平方公里（1,064.1人/每平方英里）。此城市有5,217棟住宅，平均每平方公里有174.2棟住宅。此城市居民之種族中，白人佔85.7%，非裔美國人佔3.9%，美洲原住民佔1.3%，亞裔美國人佔3.9%，其他種族佔1.8%，混血種族則佔3.4%。而西班牙裔或拉丁裔美國人佔此城市人口的6.1%。
此城市之戶籍數計有4,600戶。其中擁有18歲以下孩童的住戶佔32.0%；已婚夫婦且同居的住戶佔44.7%，住戶為未婚女性者佔12.2%；住戶為未婚男性者佔5.1%；住戶並非一個家庭的佔38.1%。住戶為獨自一人居住的佔全戶之32.5%，其中有13.8%為65歲或以上之獨居老人。每戶住戶平均成員人數為2.37人，每個家庭平均成員人數則是2.98人。
此城市居民之年齡中位數為36.7歲。以年齡層分類，年齡低於18歲者佔23%；年齡介在18歲至24歲之間者佔12%；年齡介在25歲至44歲之間者佔25%；年齡介在45歲至64歲之間者佔24.4%；年齡高於65歲者佔15.7%。男性佔全市人口之50.7%，女性則佔全市人口之49.3%。

### 2000年普查
據2000年人口普查，此城市人口有12,206人，戶數4,627戶，2,952個家庭。人口密度為426.1人/每平方公里（1,104.0人/每平方英里）。此城市有5,049棟住宅，平均每平方公里有176.3棟住宅。此城市居民之種族中，白人佔88.06%，非裔美國人佔3.26%，美洲原住民佔1.08%，亞裔美國人佔3.74%，太平洋島裔美國人佔0.02%，其他種族佔1.73%，混血種族則佔2.12%。而西班牙裔或拉丁裔美國人佔此城市人口的4.66%。
此城市之戶籍數計有4,627戶，其中擁有18歲以下孩童的住戶佔31.9%；已婚夫婦且同居的住戶佔49.6%，住戶為未婚女性者佔10.7%；住戶並非一個家庭的佔36.2%。住戶為獨自一人居住的佔全戶之32.4%，其中有16.9%為65歲或以上之獨居老人。每戶住戶平均成員人數為2.36人，每個家庭平均成員人數則是3.00人。
以年齡層分類，年齡低於18歲者佔24.9%；年齡介在18歲至24歲之間者佔11.8%；年齡介在25歲至44歲之間者佔27.4%；年齡介在45歲至64歲之間者佔19.4%；年齡高於65歲者佔16.6%。此城市居民之年齡中位數為36歲。性別比方面，每100名女性所對應的男性數為98.5名，如只計算18歲或以上的居民，則是每100名女性所對應的男性數為97.0名。
此城市每戶平均收入為34,443美元，每個家庭平均收入為44,539美元。男性平均收入31,768美元；女性平均收入21,605美元。此城市人均收入為19,162美元。此城市約有9.9%的家庭以及13.8%的居民低於貧窮門檻，其中18歲以下者占18.6%，65歲以上者佔11.4%。

## 知名人物

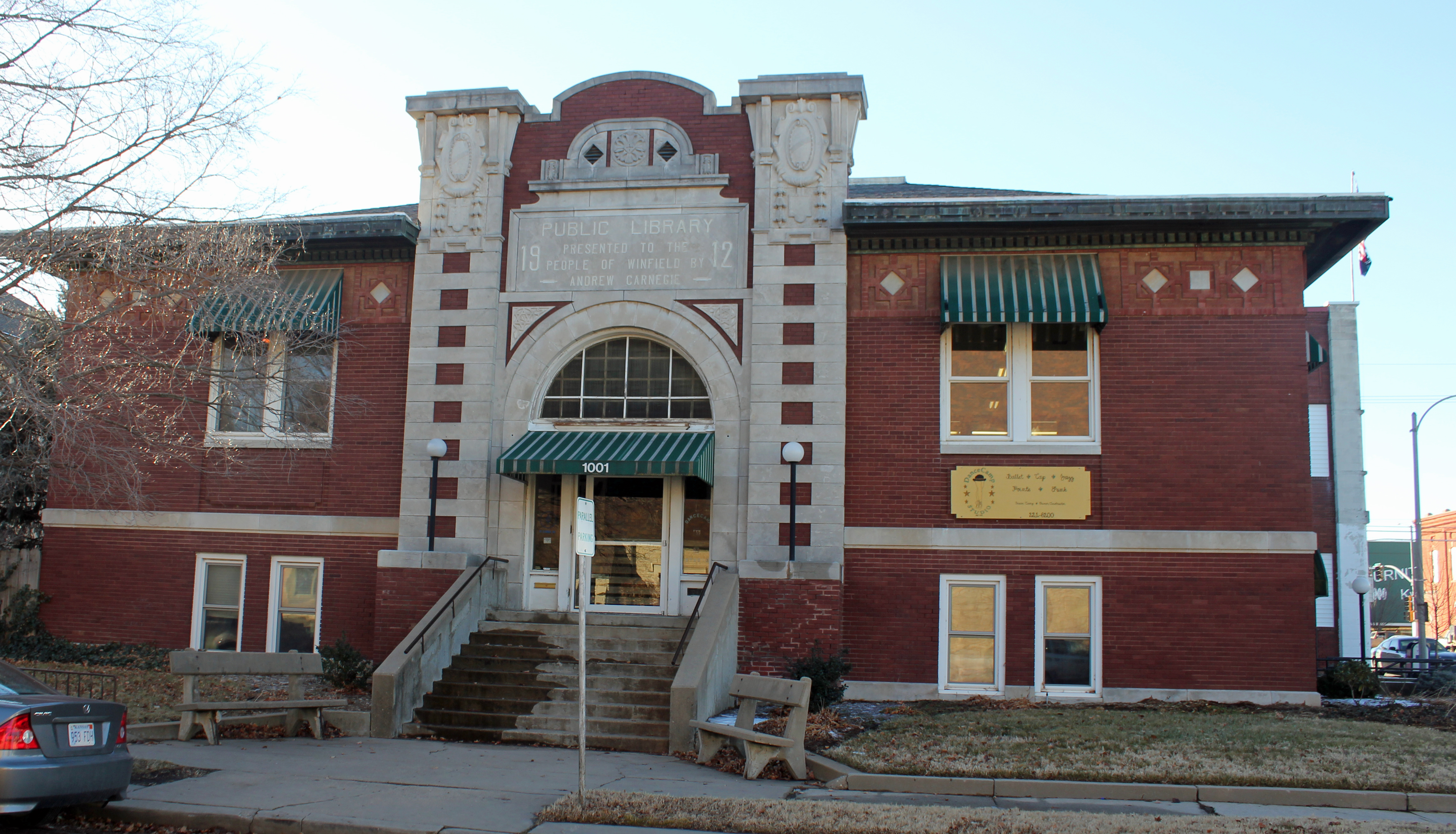
溫菲爾德公共卡內基圖書館（攝於2013年）

- 鲍伯·布兰努姆，籃球運動員
- 達倫·E·布倫斯，男演員、導演
- 喬什·克拉克（英语：Josh Clarke），棒球選手
- 哈羅德·科爾賓（英语：Harold Corbin），奧運選手
- 艾拉·達文波特，奧運銅牌得主
- 貝瑟尼·格柏（英语：Bethany Gerber），2010年美國小姐參賽者
- 格里塔·古德溫（英语：Greta Goodwin），堪薩斯州參議員、堪薩斯州眾議員
- 約翰·A·哈特（英语：John A. Harts），美式足球教練
- 鮑伯·肯尼（英语：Bob Kenney），1952年奧運金牌得主
- 理查德·馬德斯利（英语：Richard Mawdsley），藝術家
- 蓋伊·邁克菲（英语：Guy McAfee）（1888年－1960年），執法人員、商人，擁有洛杉矶的妓院和賭場，也是拉斯维加斯賭場共同創始人[24]
- 喬治·麥克德莫特（英语：George Thomas McDermott），美國聯邦法官
- 尤金·佩里特（英语：Eugene Pallette），男演員；已出演超過240部無聲和有聲電影
- 史蒂夫·西德維爾（英语：Steve Sidwell (American football)），美式足球教練
- 迪恩·斯特羅瑟（英语：Dean C. Strother），美國空軍四級上將
- 卡倫·惠勒（英语：Karen Wheeler），藝術家

## 外部連結
城市
- 官方网站
- 溫菲爾德—公職人員名錄 （页面存档备份，存于）

學校
- USD 465 （页面存档备份，存于），所在學區
- 西南大學 （页面存档备份，存于）

事件
- 核桃谷節 （页面存档备份，存于）

歷史
- YouTube上的Cowley County Historical Museum
- YouTube上的Mosaic - The Power of Coffee To Change A Life
- YouTube上的Michelle Pentz - Welding An Artistic Life

地圖
- 溫菲爾德市地圖 （页面存档备份，存于），堪薩斯州運輸部

## 延伸閱讀
考利縣
- History of Cowley County Kansas; D.A. Millington / E.P. Greer; Winfield Courier; 162 pages; 1901. (Download 16MB PDF eBook)

堪薩斯州
- History of the State of Kansas; William G. Cutler; A.T. Andreas Publisher; 1883. (Online HTML eBook) （页面存档备份，存于）
- Kansas : A Cyclopedia of State History, Embracing Events, Institutions, Industries, Counties, Cities, Towns, Prominent Persons, Etc; 3 Volumes; Frank W. Blackmar; Standard Publishing Co; 944 / 955 / 824 pages; 1912. (Volume1 - Download 54MB PDF eBook), (Volume2 - Download 53MB PDF eBook), (Volume3 - Download 33MB PDF eBook)